# Нижньосироватська сільська рада
Нижньосироватська сільська́ ра́да — колишній орган місцевого самоврядування в Сумському районі Сумської області. Адміністративний центр — село Нижня Сироватка.

## Загальні відомості
- Населення ради: 3 717 осіб (станом на 2001 рік)

## Населені пункти
Сільській раді підпорядковані населені пункти:
- с. Нижня Сироватка

## Склад ради
Рада складається з 20 депутатів та голови.
- Голова ради: Суспіцин Вячеслав Юрійович
- Секретар ради: Носенко Галина Миколаївна

### Керівний склад попередніх скликань
| Прізвище, ім'я, по батькові | Основні відомості                                                 | Дата обрання | Дата звільнення |
| --------------------------- | ----------------------------------------------------------------- | ------------ | --------------- |
| Мостова Любов Миколаївна    | Сільський голова, 1958 року народження                            | 26.03.2006   | 06.05.2010      |
| Суспіцин Вячеслав Юрійович  | Сільський голова, 1969 року народження, освіта вища, безпартійний | 31.10.2010   |                 |

Примітка: таблиця складена за даними сайту Верховної Ради України